# Saturnino Gonçalves
Saturnino Gonçalves (Rio de Janeiro, 11 de agosto de 1897 – Rio de Janeiro, 29 de abril de 1935) foi um sambista brasileiro, fundador e primeiro presidente da Estação Primeira de Mangueira, uma das mais tradicionais escolas de samba do Brasil.
Esteve entre os membros do Bloco dos Arengueiros, extinto para logo em seguida ser criado o Bloco Estação Primeira, que daria origem à famosa escola de samba do morro.
Saturnino, pai de Dona Neuma, passou mal em meio ao carnaval de 1935, quando não desfilou, mas não sem ir a frente de sua casa para acompanhar sua escola descendo para o desfile, desejando-lhe boa sorte. Faleceu pouco tempo depois, em 29 de abril de 1935, vítima de tuberculose.